# Maggie Geha
Maggie Geha (Boston, 4 aprile 1988) è un'attrice e modella statunitense.

## Biografia
Nata a Boston il 4 aprile 1988, si trasferisce in Vermont per conseguire gli studi superiori, per poi studiare presso il college New Port Richey. Si laurea al Marymount Manhattan College, studiando teatro.
Debutta sullo schermo nel 2011 con il cortometraggio Taxi Cab Teranga. Ha partecipato a diverse serie televisive, come All My Children e Happysh. Nel 2016 fa il suo ingresso nel cast principale della terza stagione di Gotham, interpretando il personaggio di Ivy Pepper, lascia il ruolo durante la quarta stagione.
Da giugno del 2019 interpreta la professoressa di storia Abigail Spencer nella sit-com di Netflix Mr. Iglesias.

## Filmografia

### Cinema
- Storia d'inverno (2014)
- Professore per amore (2014)
- Ted 2 (2015)
- In Stereo (2015)
- The Harrow (2016)

### Cortometraggi
- Taxi Cab Teranga (2011)
- Save the Cat (2012)
- David Gandy's Goodnight (2013)
- Beyoncé: Pretty Hurts (2013)

### Televisione
- Gossip Girl (2012; 1 episodio)
- 30 Rock (2013; 1 episodio)
- All My Children (2013-in corso; 6 episodi)
- Happysh (2015; 1 episodio)
- Gotham  16 episodi (2016-2019)
- Mr. Iglesias (2019 - in corso)

## Doppiatrici italiane
- Giulia Franceschetti in Gotham
- Eva Padoan in Mr. Iglesias